# علی الحسنی
علی الحسنی (انگلیسی: Ali El-Hassani؛ زادهٔ ژانویه ۱۹۰۲) بازیکن فوتبال اهل مصر است.
از باشگاه‌هایی که در آن بازی کرده‌است می‌توان به باشگاه ورزشی الاهلی مصر، باشگاه ورزشی زمالک، و باشگاه فوتبال السکه الحدید اشاره کرد.
وی همچنین در تیم ملی فوتبال مصر بازی کرده‌است.